# Sân bay Lisala
Sân bay Lisala (IATA: LIQ, ICAO: FZGA) là một sân bay ở Lisala, Cộng hòa Dân chủ Congo.

## Hãng hàng không và điểm đến
| Hãng hàng không                | Các điểm đến  |
| ------------------------------ | ------------- |
| Compagnie Africaine d'Aviation | Bumba, Gemena |